# Sinfonie in Es-Dur Op. 7 Nr. 6 (Abel)

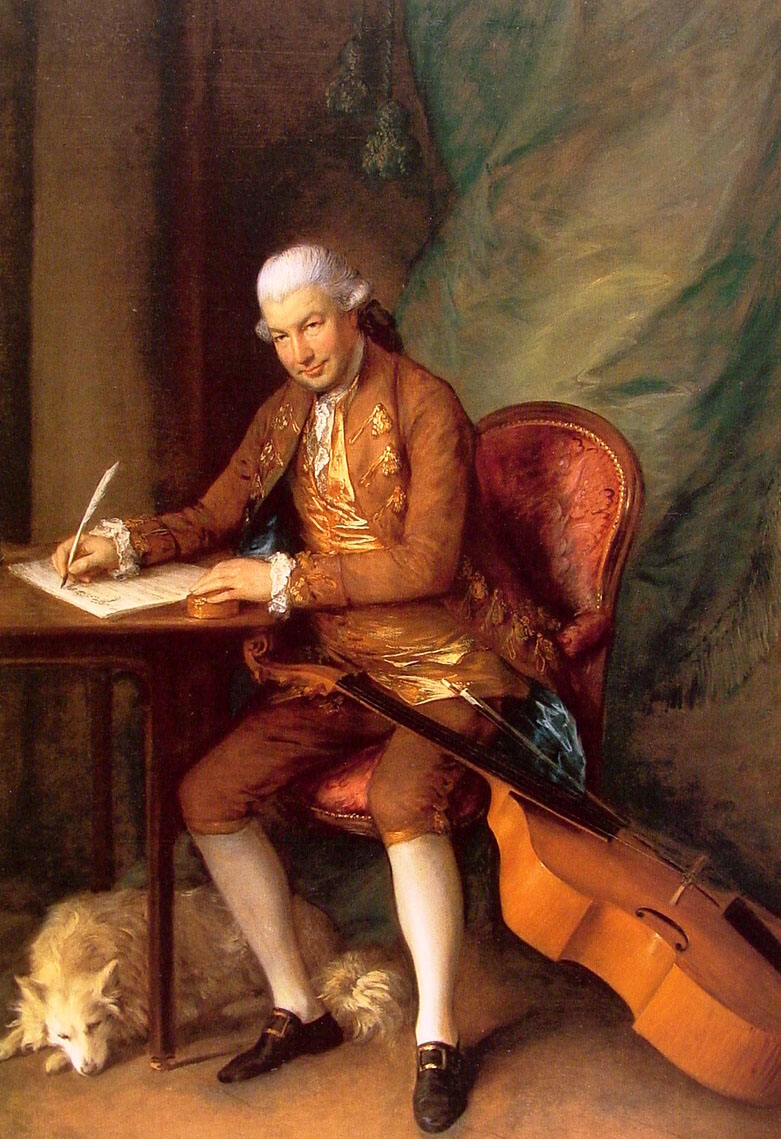
Carl Friedrich Abel, 1777

Die Sinfonie in Es-Dur Op. 7 Nr. 6 (AbelWV E18, WKO 18) ist ein Werk von Carl Friedrich Abel. Sie wurde in der ersten Ausgabe des Köchelverzeichnisses irrtümlich als Sinfonie in Es-Dur KV 18 von Wolfgang Amadeus Mozart aufgenommen und erhielt in der Alten Mozart-Ausgabe die Nummer 3.

## Geschichte
Leopold Mozart ließ seinen Sohn während der Zeit in London (1764/65) vermutlich zu Übungszwecken Sinfonien von bekannten Zeitgenossen (z. B. Carl Friedrich Abel, Johann Christian Bach, Johann Gottfried Eckard, Hermann Friedrich Raupach) studieren. Mit einer Sinfonie in Es-Dur, dem Opus 7 Nr. 6 von Abel, beschäftigte sich Wolfgang besonders stark, indem er sie kopierte und nach diesem Muster ein eigenes Werk (KV 19) anfertigte. Mehr als 100 Jahre später wurde die Abschrift irrtümlich als Werk Mozarts in die Alte Mozart-Ausgabe aufgenommen und erhielt die Sinfonie-Nummer 3.
In der dritten Auflage des Köchelverzeichnisses ist das Werk im Anhang mit der Bezeichnung „Anhang 109 I“ geführt, in der sechsten Auflage als „Anhang A 51“.

## Besetzung
Zwei Klarinetten, zwei Hörner in Es, Fagott, zwei Violinen, Viola, Cello, Kontrabass. In zeitgenössischen Orchestern war es zudem üblich, auch ohne gesonderte Notierung ein Cembalo (sofern im Orchester vorhanden) als Continuo einzusetzen.

## Zur Musik
Erster Satz: Molto Allegro 

Es-Dur, 4/4-Takt, 141 Takte
Die Audiowiedergabe wird in deinem Browser nicht unterstützt. Du kannst die Audiodatei herunterladen.
Zweiter Satz: Andante 

c-Moll, 2/4-Takt, 64 Takte
Dritter Satz: Presto 

Es-Dur, 3/8-Takt, 162 Takte
Die Sinfonie wurde z. B. vom Northern Chamber Orchestra unter der Leitung von Nicholas Ward eingespielt.